# Leptobrachella sinorensis
Leptobrachella sinorensis — вид жаб родини азійських часничниць (Megophryidae). Описаний у 2023 році.

## Поширення
Ендемік Таїланду. Виявлений у провінції Мехонгсон біля кордону з М'янмою.

## Етимологія
Видовий епітет sinorensis походить від грецького «seenoro», що означає «кордон», у зв'язку з типовою місцевістю, яка розташована поблизу кордону М'янми та Таїланду.

## Опис
Жаба середнього розміру, дорослі самці 26,6–27,1 мм завдовжки; великогомілково-тарзальний суглоб досягає центру ока; грудна залоза невиразна; черевна сторона голови і тіла кремово-білі.